# 羽書

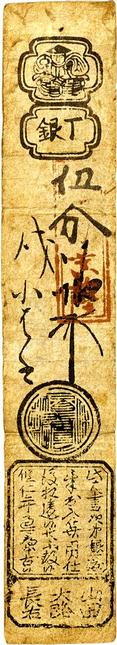
伊勢山田羽書（1610年）

羽書（はがき）とは、近世の伊勢国において民間が発行した紙幣の1種。慶長15年（1610年）に伊勢山田で発行された山田羽書（やまだはがき）は現存最古であり、日本最古の紙幣とする説もある。世界初の紙幣の宋代に鉄銭の預り証として発行された交子に次いで古い紙幣とされる。

## 概要
伊勢国は昔から伊勢商人の拠点として知られ、特に伊勢神宮の門前町であった伊勢山田は日本各地に営業網を持つ伊勢御師の拠点でもあった。そのつながりを利用して一種の為替を発行して貨幣の代用として各地に流通させたのが最初の羽書とされる山田羽書の原形とされている。
山田羽書は江戸幕府発行の丁銀との引き換えを約束した兌換性を有し、銀1匁・5分・3分・2分の4種類が出されていた。寛文8年（1668年）以後は、小判との兌換を前提とする形式に改められ、丁銀と同様に64匁の羽書と金1両の引き換えが行われた。山田の影響を受けて、宇治・射和・松坂・丹生・中万・白子・一身田など伊勢各地において羽書が発行されるようになり、伊勢の羽書を統括する「羽書株仲間」と呼ばれる株仲間が結成され、最盛期には39組404名で構成された。その他、大坂など上方や周辺部の民間紙幣の発行や藩札の発行にも影響を与えた。
羽書の中心であった伊勢山田と伊勢御師は山田奉行の保護下にあり、かつ幕府貨幣との兌換を前提としていたことから、藩札や民間紙幣の発行が幕府によって規制された後も規制の対象からは外されていた。だが、寛政の改革の一環として寛政2年（1790年）に伊勢山田における都市自治の制限と山田奉行による市政支配が徹底され、羽書の発行もその管理下に置かれた。三方会合所・羽書取締役・羽書年行司による監督体制が編成され、かつ幕府貨幣との兌換に必要な手当金は上納が命じられた。このため、山田御師や羽書株仲間は発行の利益を失ったばかりか幕府からの重い賦課の対象とされた。一方、紀州藩の支配下にあった松坂で出された松坂羽書（まつざかはがき）はこうした幕府支配の対象外であり、地元の為替組とともに松坂発祥の豪商三井組も発行に携わっていた。
明治維新後は一時度会府に羽書発行権限が移されたが、明治3年（1870年）に発行が停止され、残された流通羽書は翌年から開始された藩札回収に準じて回収が行われ、期限とされた明治6年（1873年）8月末までにほとんどの回収を終えた。